# Навроцький Михайло Карпович
Миха́йло Ка́рпович Навро́цький (1 жовтня 1919, Тараща, Київщина — 9 липня 1991, Київ) — радянський військовий льотчик, Герой Радянського Союзу (1944), у роки німецько-радянської війни штурман загону 12-го гвардійського авіаційного полку 12-ї гвардійської авіаційної дивізії 7-го авіаційного корпусу авіації дальньої дії.

## Біографія
Народився 1 жовтня 1919 року в місті Тараща Київської області в селянській родині. Українець.
Член КПРС з 1943 року.
Закінчив Таращанський технікум механізації та електрифікації сільського господарства.
В 1939 році розпочав службу в Червоній Армії. В 1940 році закінчив Краснодарську військово-авіаційну школу пілотів. На полях Другої світової війни з липня 1941. Воював на Ленінградському фронті, Воронезькому та 1-му Білоруському фронтах.
Назавжди запам'яталися Навроцькому бої на Ленінградському фронті. Там в червні 1942 року, групі радянських військ, що знаходилася в оточенні біля Малої Вівери, потрібно було постачати продукти харчування та боєприпаси. Їх можна було скидати з літаків, переважно вночі. Серед інших, цим займався також Навроцький.
Транспортні літаки кружляли над маленькою площадкою, вибираючи місце, де можна було б точніше скинути вантаж. Зненацька налетіли ворожі літаки винищувачі. Радянські винищувачі, що супроводжували вантажні літаки, розпочали бій з ворогом. З землі ворог атакував радянські літаки вогнем зенітної артилерії та кулеметів. Попри це, вантаж все ж таки був доставлений.
Невдовзі полк, в якому служив Навроцький, отримав нові типи літаків, і екіпажі розпочали підготовку до нічних бомбардувань в глибокому тилу ворога. Одним з таких об'єктів стала станція Щігрі біля Курська, поблизу якої знаходилися склади палива та боєприпасів.
Першим вилетів на завдання літак зі штурманом Навроцьким. Лейтенант точно проклав курс, вивів літак на ціль, і склади були знищені точним бомбовим ударом.
Після розгрому німецьких загарбників на Волзі штурман Навроцький брав участь в боях на Курській дузі, наносячи удари по ворожим комунікаціях та скупченнях живої сили та техніки.
У битві за Дніпро, виконуючи відповідальні завдання командування, він здійснив десятки вильотів до передових частин фронту. Доставляв наступаючим військам зброю, боєприпаси, пальне, евакуював поранених.
Темною осінньою ніччю 1944 року екіпажу Навроцького дали завдання завдати бомбового удару по порту Клайпеда. Щойно бомби були скинуті, як за літаком розпочав погоню ворожий літак-винищувач. Командир літака та бортмеханік отримали важкі поранення. Надавши їм першу медичну допомогу, штурман Навроцький взяв на себе керування літаком і вдало приземлився на своєму аеродромі.
З липня 1941 року по червень 1944 року Навроцький здійснив 268 нічних та 115 денних вильотів. Мітко бомбив ворога в районі Сталінграду, Орла, Курська, Вязьми, та Гомеля, а також скинув на різноманітні цілі ворога 240 тон авіабомб, перевіз 180 тон вантажу, евакуював 375 поранених, переправив 240 осіб у тил ворога до партизанів.
Указом Президії Верховної ради СРСР від 5 листопада 1944 року за здійснення більше 380 бойових вильотів, вміле та точне враження ворога бомбовими ударами та проявлені при цьому мужність та героїзм гвардії старшому лейтенанту Навроцькому Михайлу Карповичу присвоєне звання Героя Радянського Союзу з врученням ордену Леніна та медалі «Золота Зірка» (№ 5265).
В 1952 році Навроцький звільнився в запас. Жив у Києві. Помер 9 липня 1991 року. Похований в Києві на Берковецькому кладовищі.
Нагороджений орденами Леніна, Червоного Прапора, Вітчизняної війни 1-го та 2-го ступенів, Червоної Зірки, медалями.